# Biblioteca de la Universidad Yale
La Biblioteca de la Universidad Yale (en inglés, Yale University Library) es el sistema bibliotecario de la Universidad Yale, en New Haven, Connecticut, Estados Unidos. Es la segunda biblioteca universitaria por número de volúmenes (doce millones y medio) repartidos en veinte edificios en el campus y la quinta colección bibliotecaria por tamaño de todo el país, tras la biblioteca de la Universidad Harvard.
La Sterling Memorial Library, contiene alrededor de cuatro millones de volúmenes en los campos de las humanidades y las ciencias sociales, así  como colecciones especializadas en diversos campos de investigación; también aloja el departamento de Archivos y Manuscritos. La Beinecke Rare Book and Manuscript Library posee una de las más grandes colecciones de libros raros y manuscritos que se conoce. Otras importantes bibliotecas incluyen la  Lillian Goldman Law Library, con cerca de 800.000 volúmenes, la  Harvey Cushing/John Hay Whitney Medical Library, que incluye una notable colección de trabajos médicos históricos, la  Irving S. Gilmore Music Library, y la Divinity School Library.
Fuera del campus universitario, posee la Lewis Walpole Library, en Farmington, Connecticut, centrada en fondos relacionados con el siglo XVIII, la Strawberry Hill House y Horace Walpole.